# Нечитайло, Александр Вячеславович
Алекса́ндр Вячесла́вович Нечита́йло (укр. Олександр Вячеславович Нечитайло; род. 20 сентября 1973, Киев) — украинский дипломат. Чрезвычайный и полномочный посол Украины в Китае с 7 апреля 2025 года. Чрезвычайный и полномочный посол Украины в Малайзии (2016—2022).

## Биография
Родился 20 сентября 1973 года в городе Киев. В 1995 году окончил Киевский национальный университет им. Т. Шевченко, специальность — филолог (преподаватель украинского языка и литературы, китайского языка и литературы). Владеет английским и китайским языками.
С сентября 1995 года сотрудник Управления стран Азиатско-Тихоокеанского региона, БСС и Африки МИД Украины, затем работал в секретариате главы МИД Украины.
Работал советником посольства Украины в Малайзии (Куала-Лумпур), вторым секретарём в посольстве Украины в Китае (Пекин), вторым секретарем в посольстве Украины в Индонезии (Джакарта).
С февраля по июнь 2016 года — и. о. директора Департамента стран Азиатско-Тихоокеанского региона Министерства иностранных дел Украины.
С 18 июня 2016 по 4 мая 2022 года — чрезвычайный и полномочный посол Украины в Малайзии.
С 1 сентября 2017 по 4 мая 2022 года — чрезвычайный и полномочный посол в Республике Филиппины по совместительству.
С 25 октября 2019 по 4 мая 2022 года — чрезвычайный и полномочный посол Украины в Демократической Республике Восточный Тимор (Тимор-Лешти) по совместительству.
С 7 апреля 2025 года — чрезвычайный и полномочный посол Украины в Китайской Народной Республики.

## Дипломатический ранг
- Чрезвычайный и полномочный посланник первого класса (21 декабря 2024)[9].

## Личная жизнь
Женат, имеет дочь и сына.